# Шмиттен (Верхний Таунус)
Шмиттен (нем. Schmitten) — община в Германии, в земле Гессен. Подчиняется административному округу Дармштадт. Входит в состав района Верхний Таунус. Население составляет 8814 человек (на 31 декабря 2010 года). Занимает площадь 36 км².

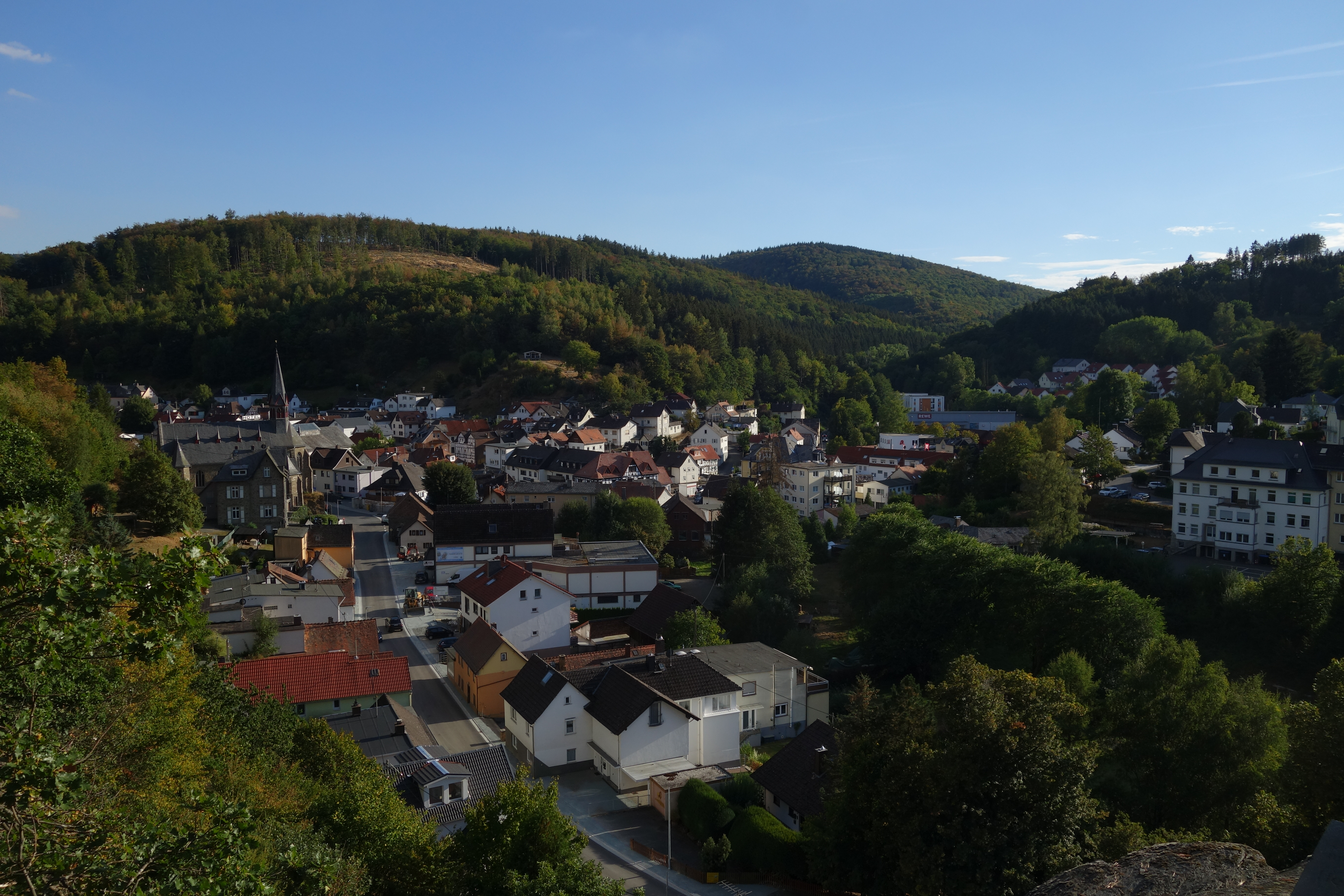
Вид на Шмиттен